# Colla (Bordj Bou Arreridj)
Colla (em árabe: القلة) é uma cidade e comuna localizada na província de Bordj Bou Arreridj, Argélia. Segundo o censo de 2008, a população total da cidade era de 6 123 habitantes.